# Trubkî, Ivanîci
Trubkî (în ucraineană Трубки) este un sat în comuna Pereslavîci din raionul Ivanîci, regiunea Volînia, Ucraina.

## Demografie
Componența lingvistică a localității Trubkî
     Ucraineană (99,8%)
     Alte limbi (0,2%)
Conform recensământului din 2001, majoritatea populației localității Trubkî era vorbitoare de ucraineană (99,8%), existând în minoritate și vorbitori de alte limbi.